# 韦尔讷伊 (夏朗德省)
韦尔讷伊（法語：Verneuil，法語發音：[vɛʁnœj]）是法国夏朗德省的一个市镇，属于孔福朗区。

## 地理
韦尔讷伊（45°46'53"N, 0°41'40"E）面积7.7 平方千米，位于法国新阿基坦大区夏朗德省，该省份为法国西部内陆省份，北起德塞夫勒省和维埃纳省，东临上维埃纳省，东南至多尔多涅省，南至多爾多涅省，西接滨海夏朗德省。
与韦尔讷伊接壤的市镇（或旧市镇、城区）包括：马西尼亚克、普雷西尼亚克、莱萨勒拉沃吉永、维代。

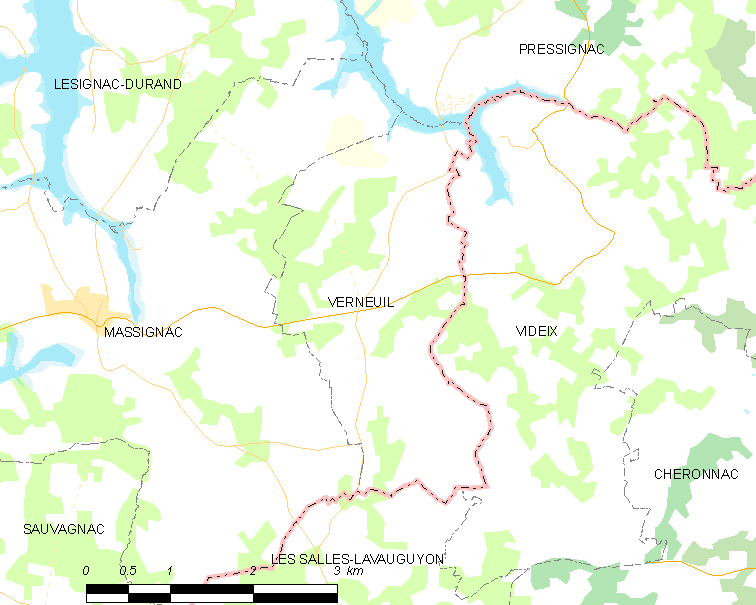
的OSM定位图

韦尔讷伊的时区为UTC+01:00、UTC+02:00（夏令时）。

## 行政
韦尔讷伊的邮政编码为16310，INSEE市镇编码为16398。

## 政治
韦尔讷伊所属的省级选区为夏朗德-博尼约尔县。

## 人口

1962-2008年间人口变化图示

韦尔讷伊于2022年1月1日时的人口数量为94人。